# Кшики
Кшики (пол. Krzyki ['kszyki]) — одна из пяти бывших дзельниц Вроцлава, расположенная на юге города. Была создана в 1952 году, переняв название от оседле. Однако вследствие административной реформы 1991 года дзельница была упразднена. На месте дзельницы было создано 14 оседле. Название, однако, всё ещё используется при составлении статистики и в административных целях. В Кшиках, например, по-прежнему существуют некоторые районные органы власти, такие как собственное налоговое управление, орган здравоохранения и полицейское управление.
Население на 2021 год составило 169 453 человека.

## Расположение и административное деление
Дзельница находилась на юге города. На западе граничила с дзельницей Фабрычна, на севере с дзельницами Средместье и Старый город, на востоке — с Псе-Поле.
В 1991 году дзельница была разделена на 14 оседле: Беньковице, Борек, Брохув, Войшице, Гай, Клечина, Ксенже, Кшики-Партынице (Кшики и Партынице), Олавское предместье, Олташин, Полудне, Тарногай, Хубы, Ягодно.

## Достопримечательности
В Кшиках (в оседле Полудне) в 2007 году была построена 212-метровая башня Sky Tower, которая побила рекорд Poltegor Centre (125 м) и стала самым высоким зданием Вроцлава.
Недалеко также построен торговый центр Arkady Wrocławskie. В дзельнице также находятся Вроцлавский аквапарк, Вроцлавский экономический университет, Старое еврейское кладбище, Водонапорная башня, Центральный железнодорожный вокзал, Вроцлавский театр пантомимы и вроцлавский филиал Академии театральных искусств имени Станислава Выспяньского.